# Vodojemy Žlutý kopec
Vodojemy Žlutý kopec v Brně se nacházejí mezi ulicemi Tvrdého a Tomešovou na Starém Brně na úbočí Žlutého kopce. Tři vodojemy byly vystavěny postupně mezi 60. lety 19. století a druhým desetiletím 20. století. Z provozu byly vyřazeny v roce 1997 a v roce 2019 byly prohlášeny kulturní památkou.

## Historie
V roce 1869 byl přijat projekt na výstavbu nového vodovodu v Brně. Výstavba probíhala podle projektu anglického stavitele Thomase Docwryho. V letech 1869–1872 byla postavena úpravna vody v Pisárkách, která odebírala surovou vodu z řeky Svratky nad jezem v Kamenném mlýně. Upravená byla čerpána do dvou tlakových pásem, z nichž nižší tlakové pásmo bylo na Žlutém kopci. V letech 1869–1872 byl postaven první ze zdejších vodojemů, který je tvořen jednou podzemní nádrží o vnitřních rozměrech 45 × 45 m a hloubce 6 m. Nádrž je vyzděna pálenými červenými cihlami a pro nepropustnost byl použitý obal z jílu. Druhý vodojem tvoří obdobná nádrž (s rozměry 45 × 70 m) z let 1896–1900. Třetí vodojem byl vystavěn ve druhém desetiletí 20. století a je tvořen dvěma betonovými nádržemi s rozměry přibližně 30 × 35 m a 30 × 45 m a s hloubkou přes 5 m. Mezi prvním a druhým vodojemem stojí bývalý technický domek.
Vodojemy na Žlutém kopci byly odstaveny z provozu 18. března 1997, důvodem ukončení provozu byla nízká poloha vodojemů.

### Zpřístupnění
Vodojemy spravuje městská organizace TIC Brno. Kvůli jejich zpřístupnění proběhla víceletá rekonstrukce. V první etapě byl v roce 2019 vybudován povrchový vstup do cihlových vodojemů; do té doby byly přístupné pouze po žebříku. V druhé etapě končící v říjnu 2022 byly vybudovány vstupy do obou cihlových vodojemů a byla nainstalována elektroinstalace. Závěrečná třetí etapa byla zaměřena na zpřístupnění betonového vodojemu, chodeb mezi vodojemy a povrchové úpravy.
Od roku 2020 do března 2022 byl veřejnosti provizorně přístupný první cihlový vodojem. Po rekonstrukci byl společně s druhým cihlovým opětovně otevřen v říjnu 2022. Celý rekonstruovaný areál včetně třetího vodojemu byl veřejnosti zpřístupněn 22. března 2024.

## Galerie

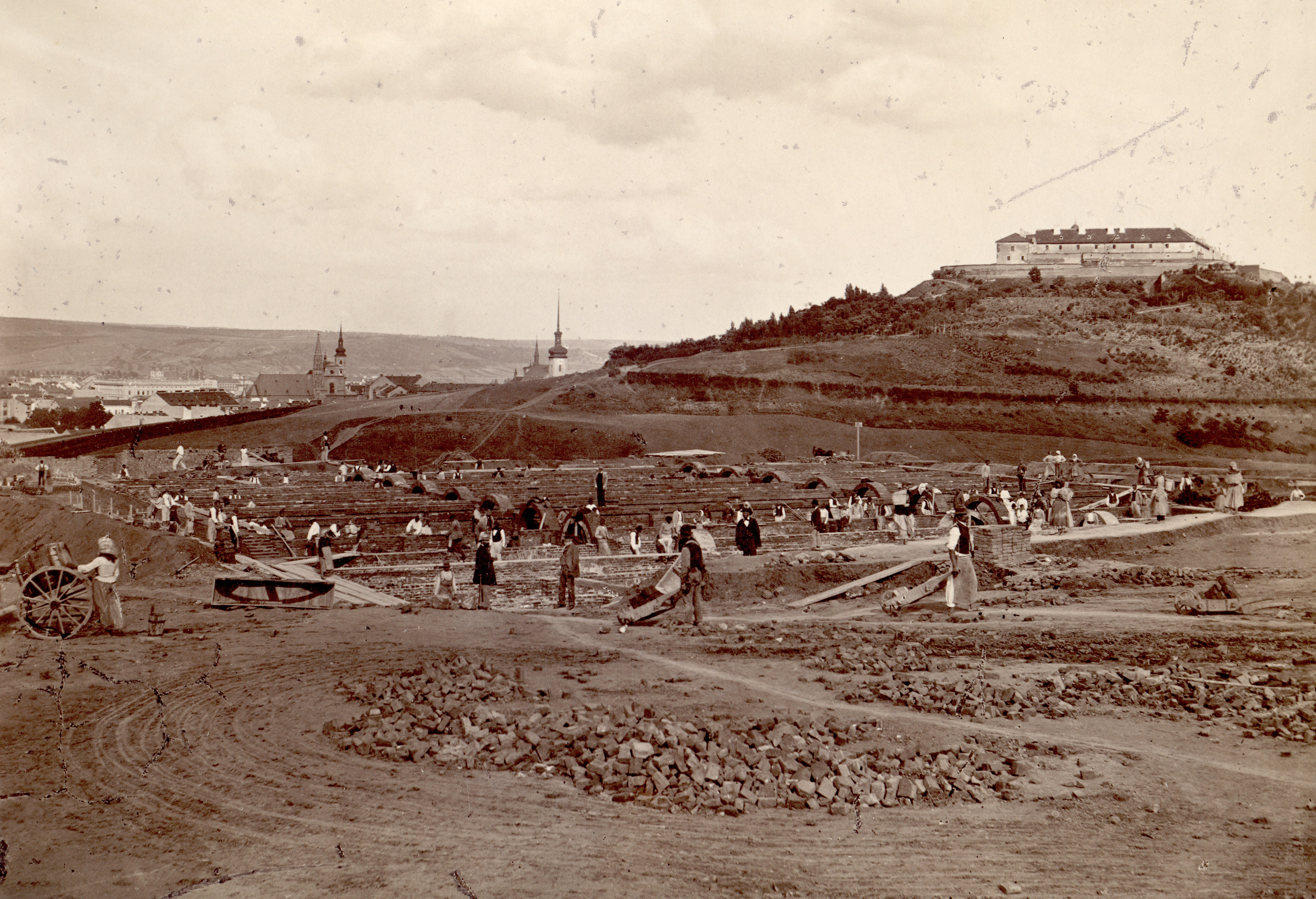
Stavba druhého vodojemu, asi 1893
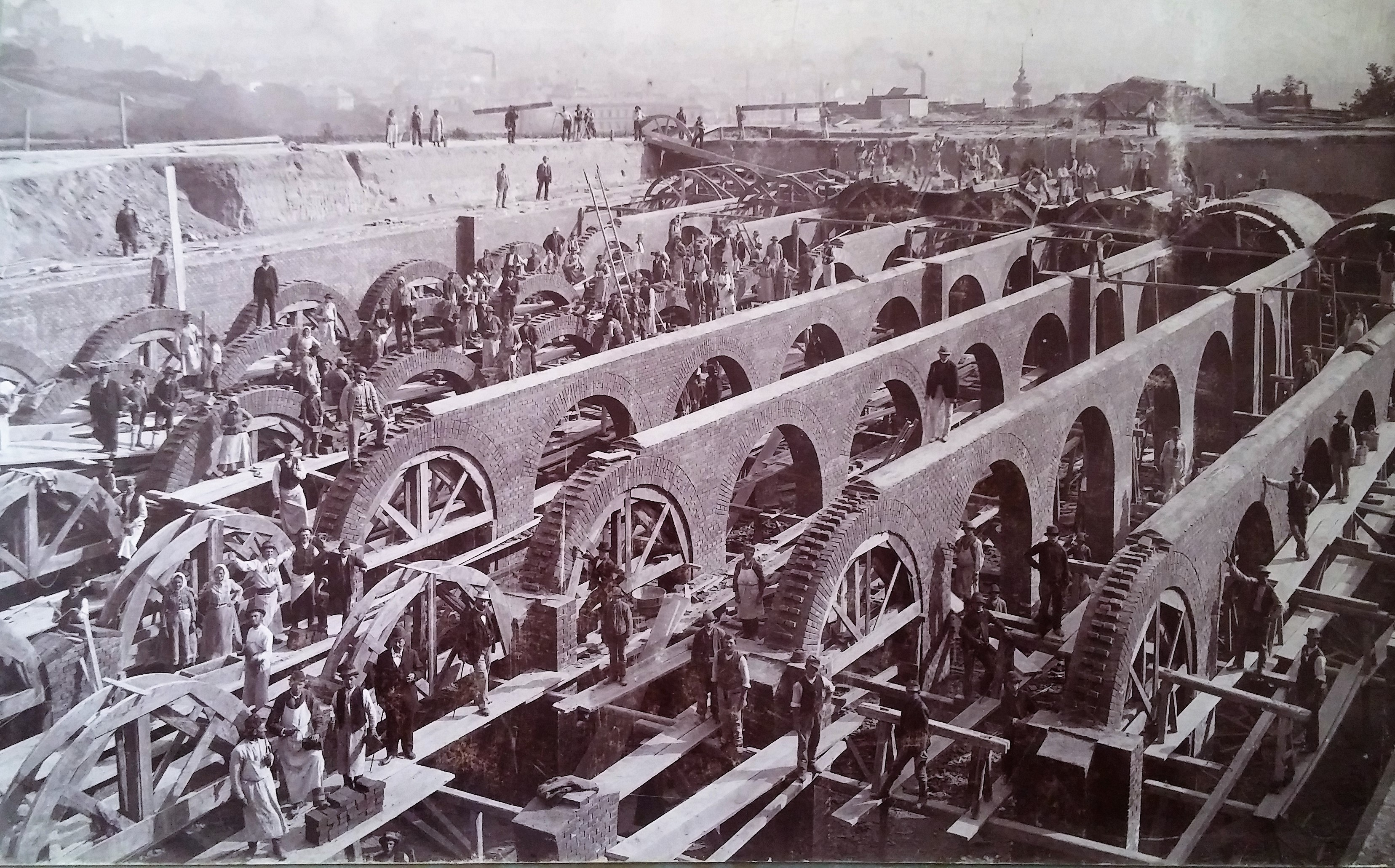
Stavba akumulační nádrže druhého vodojemu, asi 1893
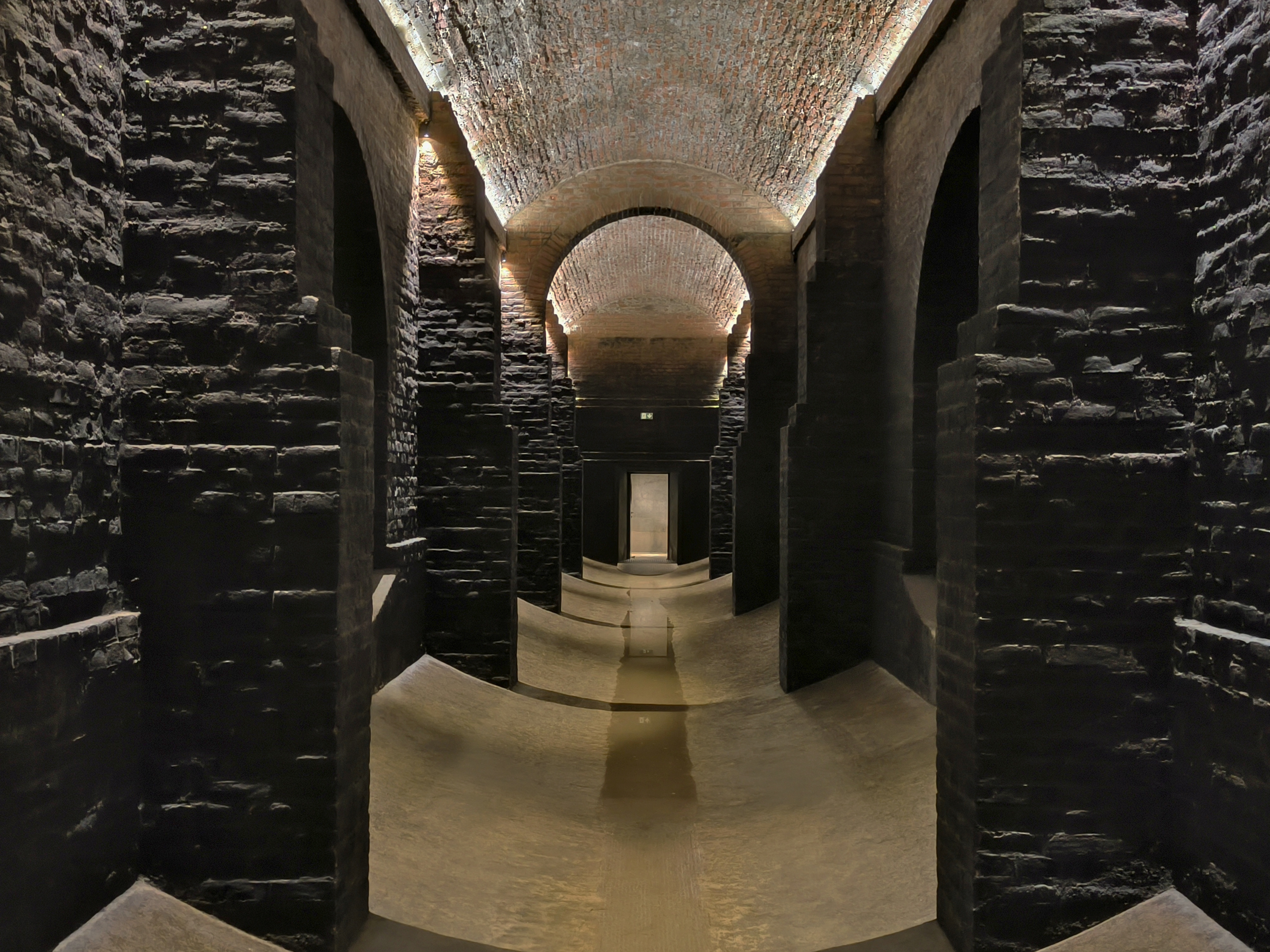
První vodojem, interiér
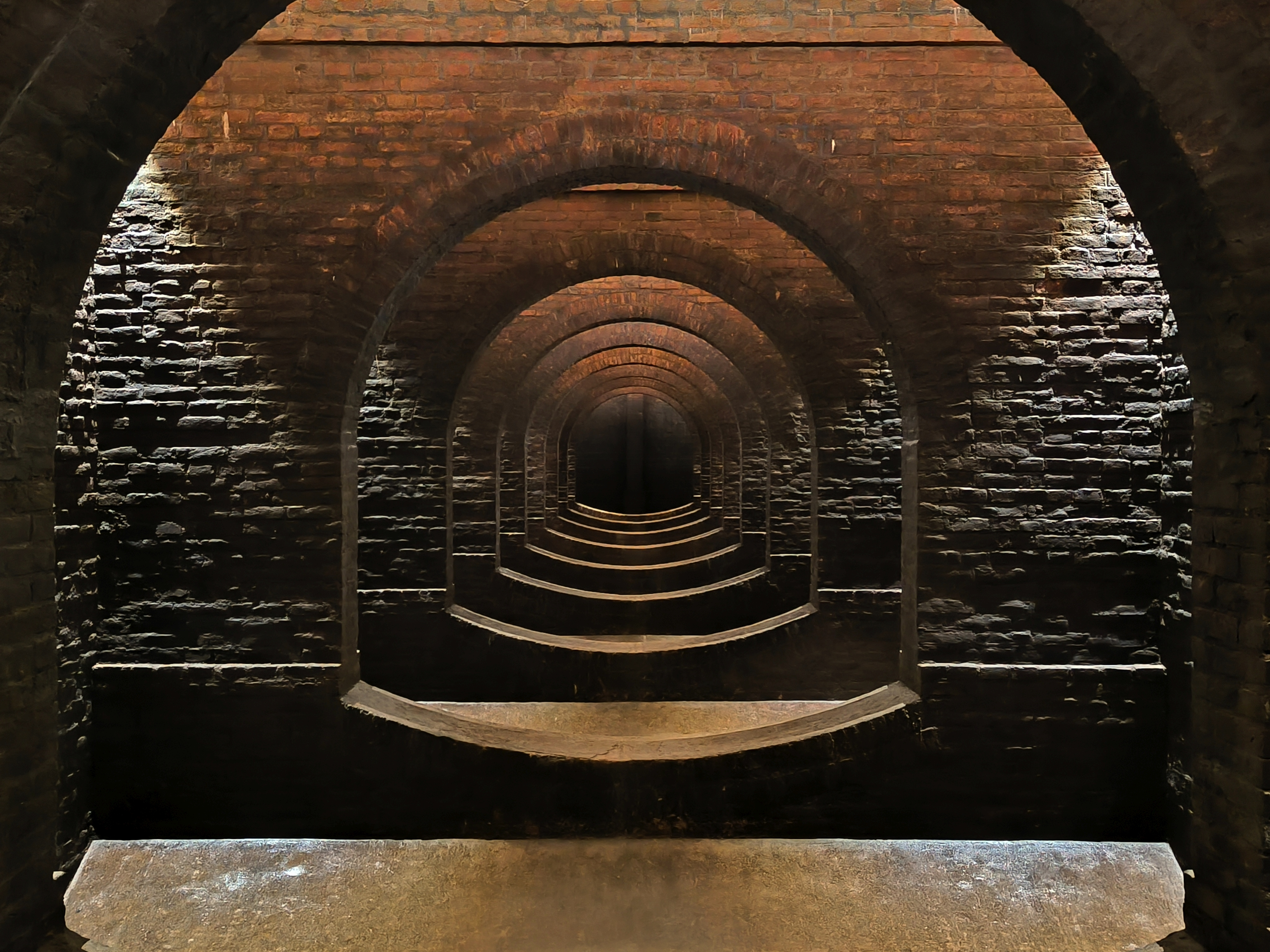
První vodojem, interiér
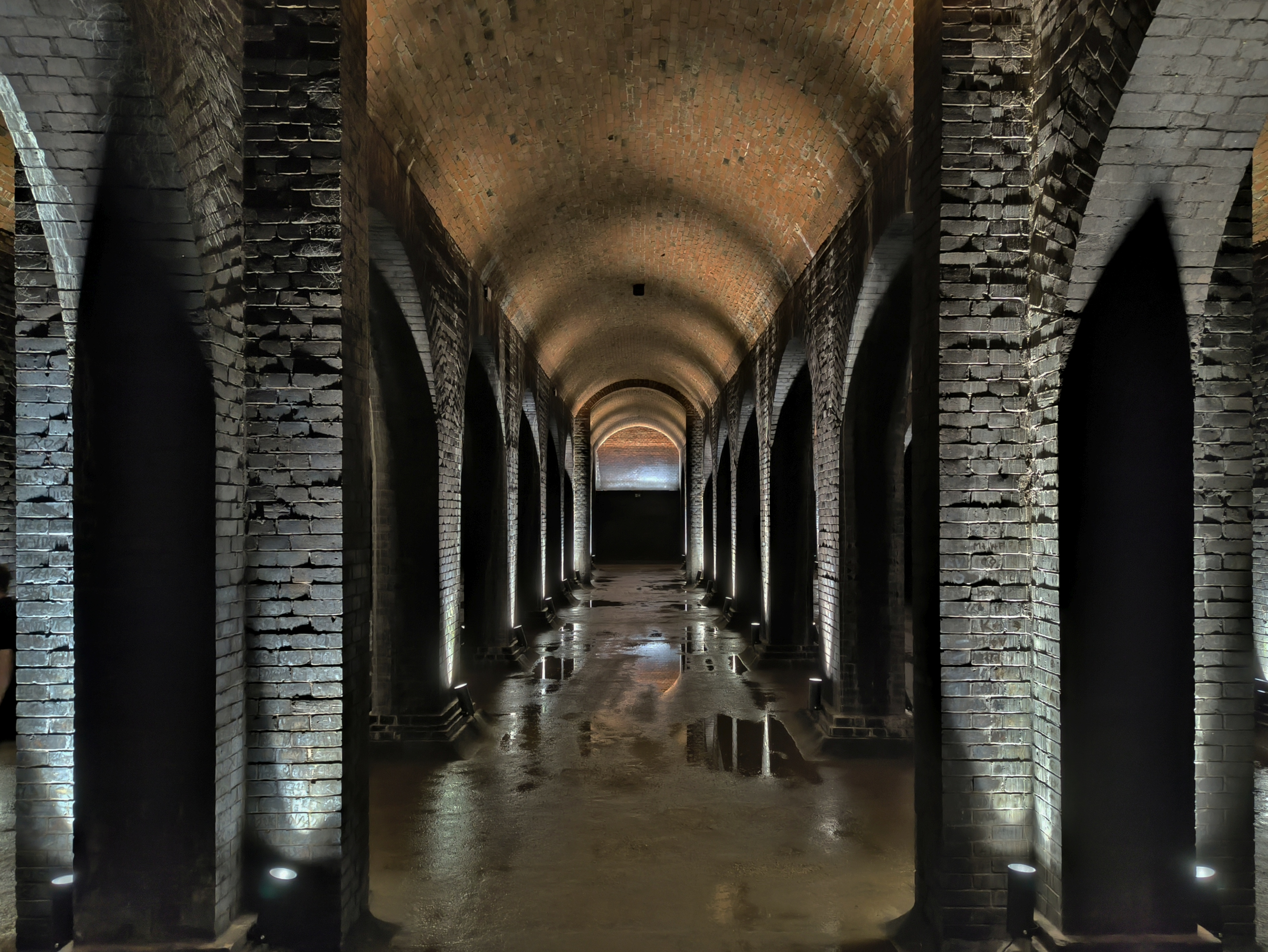
Druhý vodojem, interiér
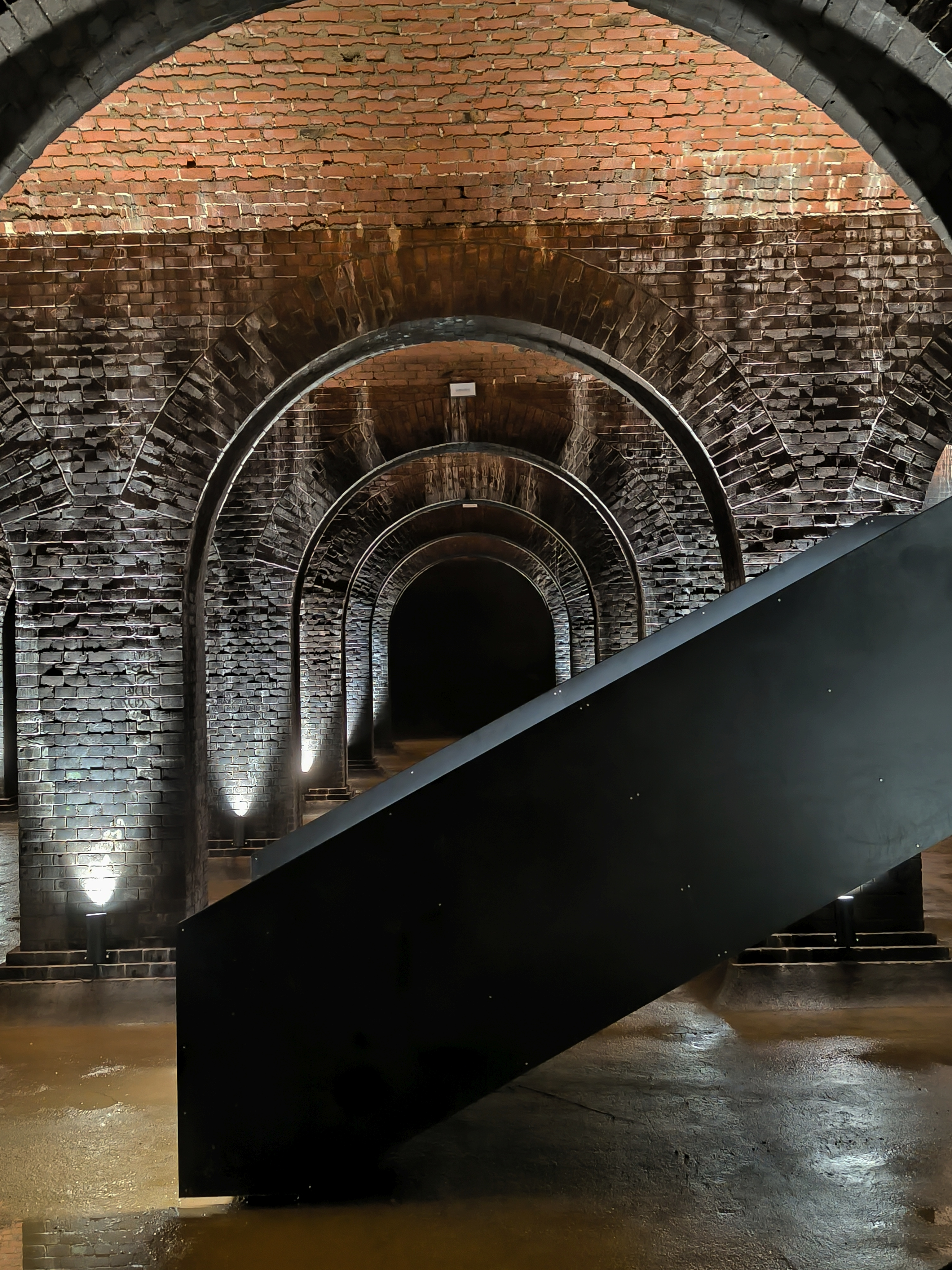
Druhý vodojem, interiér
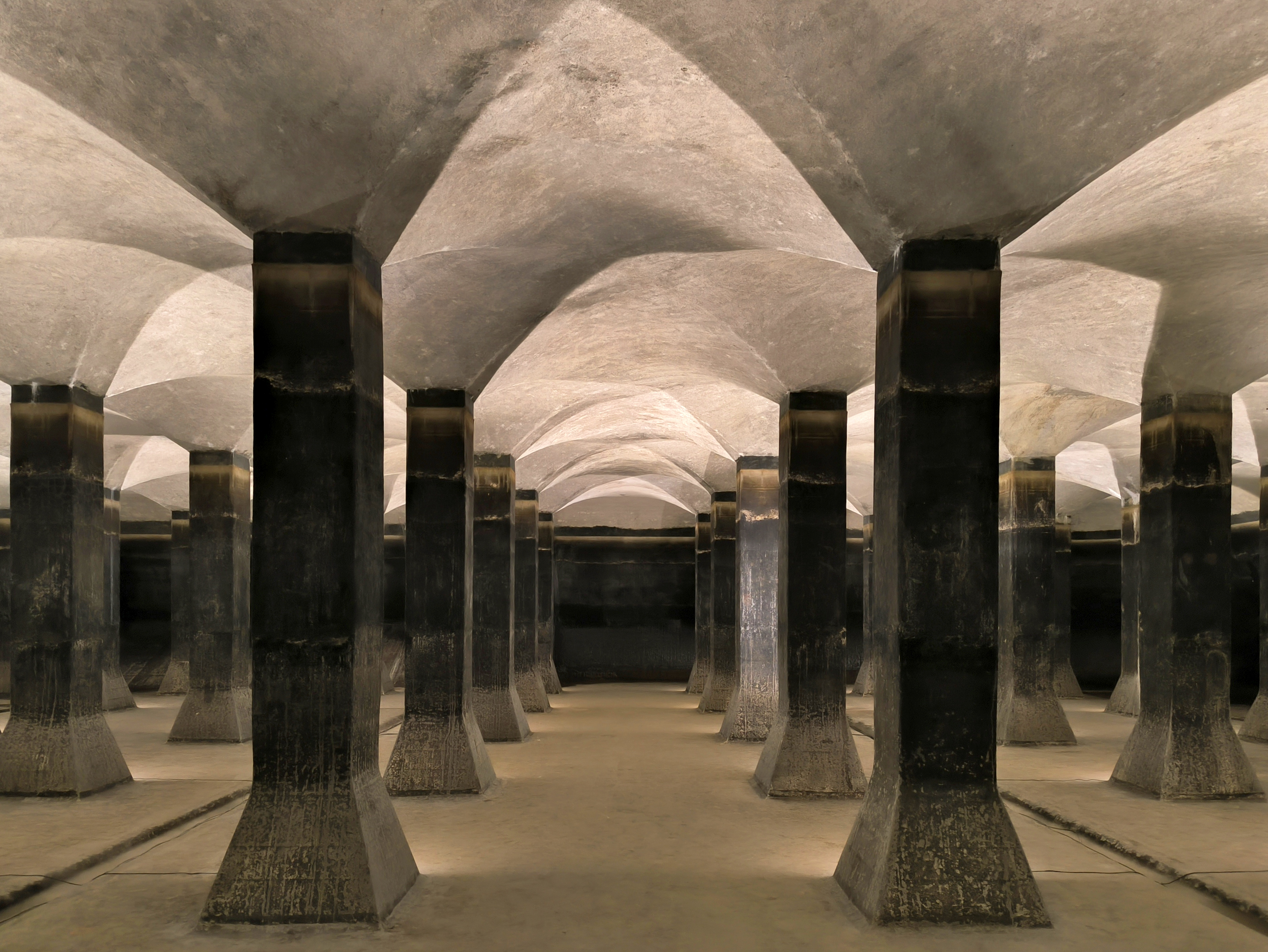
Třetí vodojem, interiér
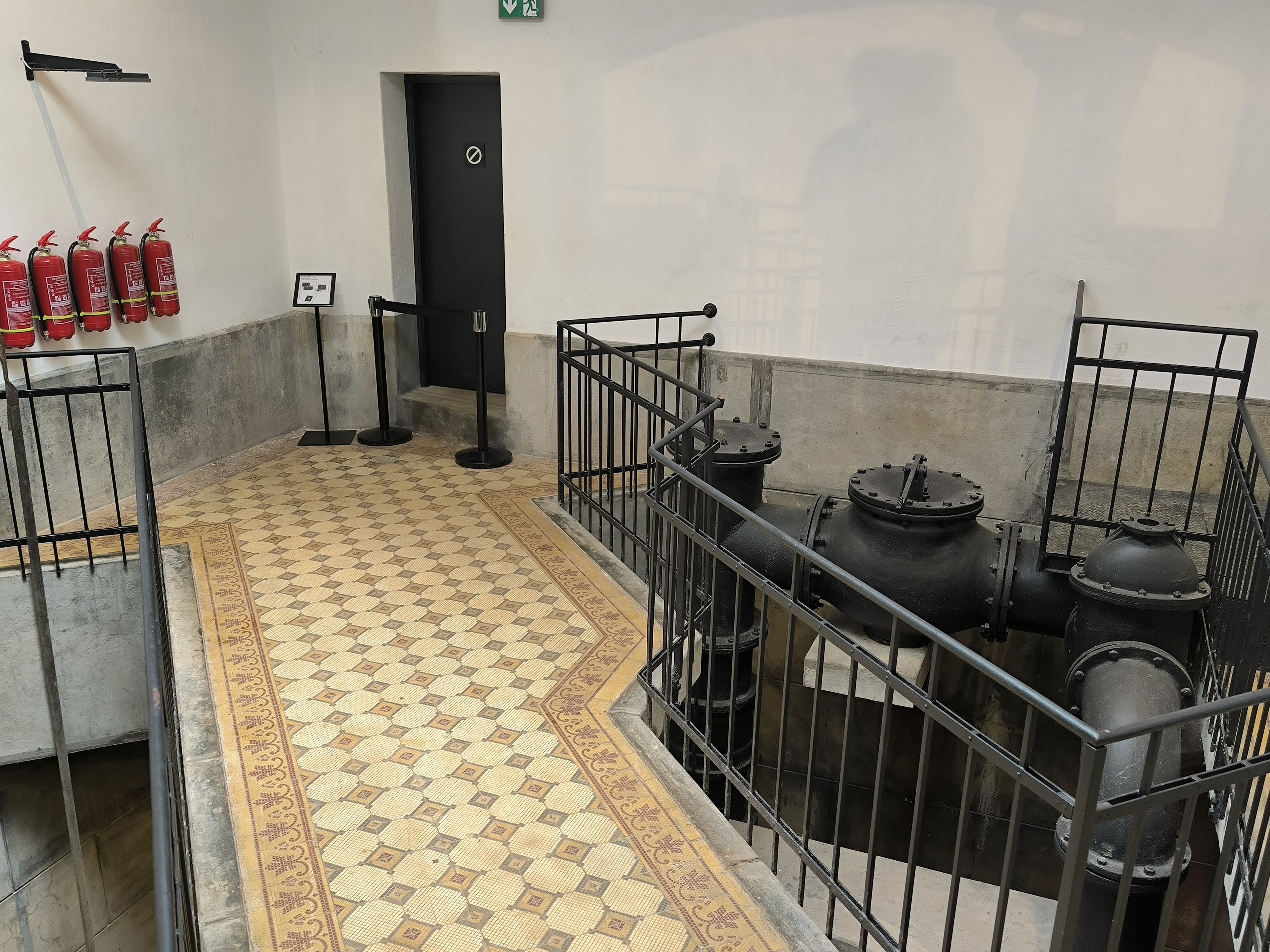
Třetí vodojem, šoupátková komora
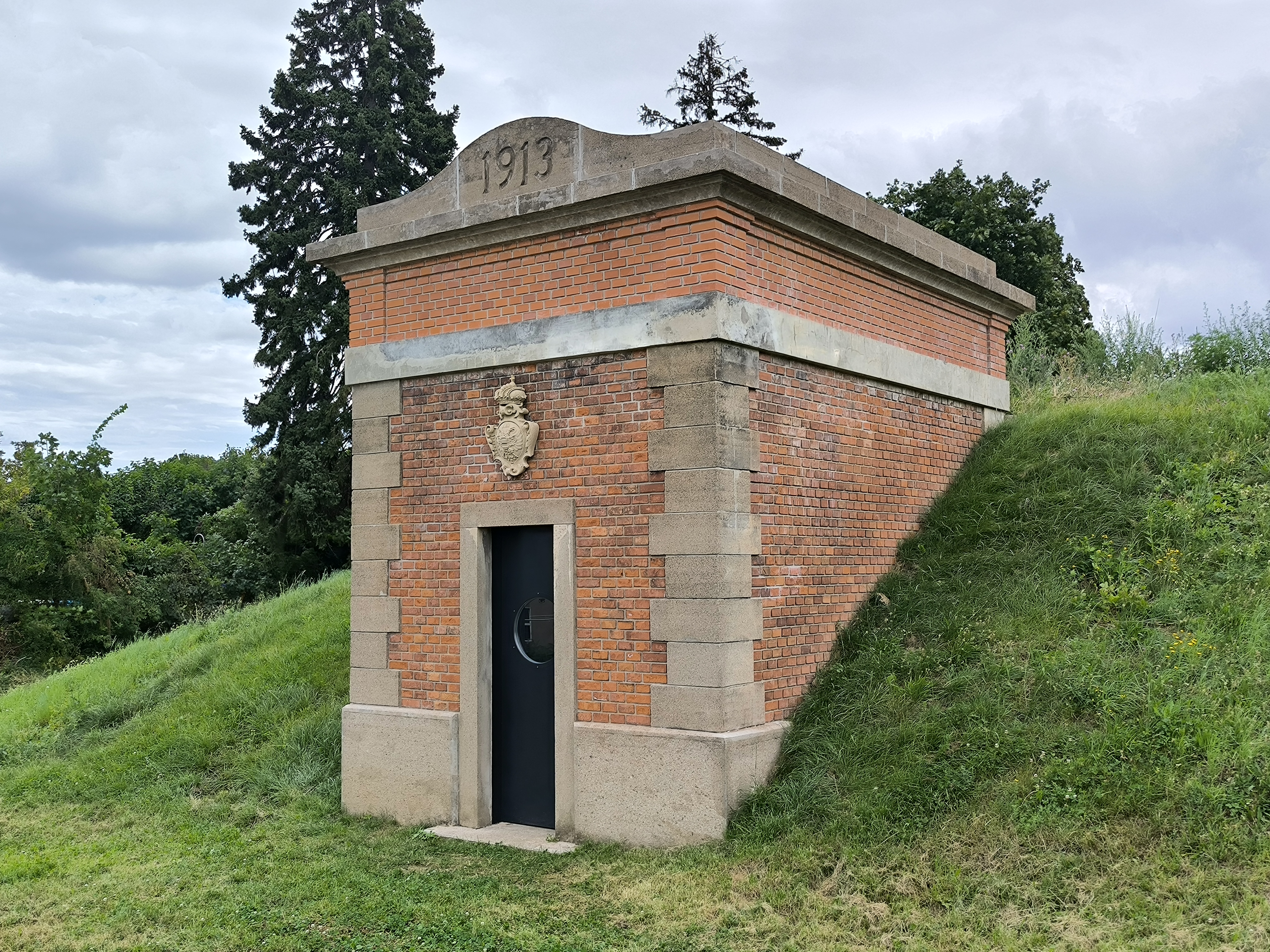
První vodojem, armaturní komora
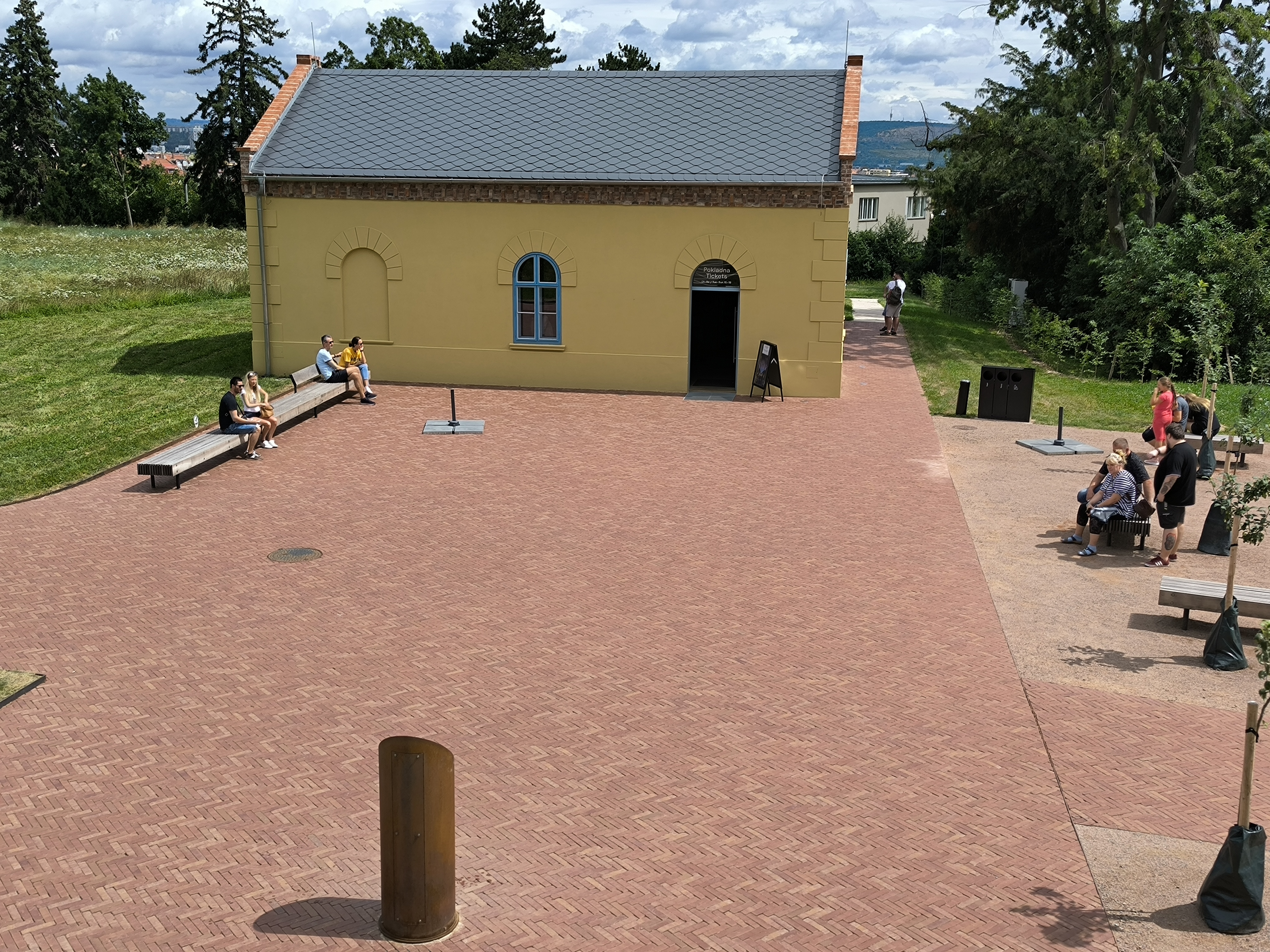
Návštěvnické centrum